# Kodnea, raionul Jîtomîr, regiunea Jîtomîr
Kodnea (în ucraineană Кодня) este o comună în raionul Jîtomîr, regiunea Jîtomîr, Ucraina, formată numai din satul de reședință.

## Demografie
Componența lingvistică a comunei Kodnea
     Ucraineană (98,12%)
     Rusă (1,79%)
     Alte limbi (0,09%)
Conform recensământului din 2001, majoritatea populației comunei Kodnea era vorbitoare de ucraineană (98,12%), existând în minoritate și vorbitori de rusă (1,79%).